# Lijst van voetbalinterlands Hongarije - Nederland (vrouwen)
Deze lijst van voetbalinterlands is een overzicht van alle voetbalwedstrijden tussen de nationale vrouwenteams van Hongarije en Nederland. Hongarije en Nederland hebben vier keer tegen elkaar gespeeld. De eerste wedstrijd was op 14 oktober 2000 in Bük. De laatste confrontatie was op 24 september 2006 in Zwolle.

## Wedstrijden
| № | Plaats       | Datum             | Competitie           | Wedstrijd             | Uitslag |
| - | ------------ | ----------------- | -------------------- | --------------------- | ------- |
| 1 | Bük          | 14 oktober 2000   | EK 2001 kwalificatie | Hongarije − Nederland | 0 − 3   |
| 2 | Almelo       | 18 november 2000  | EK 2001 kwalificatie | Nederland − Hongarije | 2 − 0   |
| 3 | Zalaegerszeg | 25 maart 2006     | WK 2007 kwalificatie | Hongarije − Nederland | 0 − 5   |
| 4 | Zwolle       | 24 september 2006 | WK 2007 kwalificatie | Nederland − Hongarije | 4 − 0   |

## Samenvatting
| Competitie      | Totaal gespeeld | Winst Hongarije | Gelijk | Winst Nederland | Doelsaldo Hongarije – Nederland |
| --------------- | --------------- | --------------- | ------ | --------------- | ------------------------------- |
| WK-kwalificatie | 2               | 0               | 0      | 2               | 0 − 9                           |
| EK-kwalificatie | 2               | 0               | 0      | 2               | 0 − 5                           |
| Totaal          | 4               | 0               | 0      | 4               | 0 − 14                          |